# Ризеншнауцер
Ризеншна́уцер (нем. Riesenschnauzer) — самая крупная порода собак из группы шнауцеров.
Название происходит от riesen (с нем. — «гигантский») и schnauze (с нем. — «морда»).
Другое название породы — гигантский шнауцер.
Порода признана FCI, AKC, UKC, KCGB, CKC, ANKC, NKC, NZKC, APRI, ACR, DRA, NAPR, FDSB, AF, CKC.

## История породы
Ризеншнауцеры являются потомками крупных косматых пастушьих собак, имевших распространение в сельскохозяйственных регионах между Вюртембергом и Баварией. Впервые упоминание собак подобного типа в исторических документах относится к XV веку.
По данным современных специалистов, в основу нынешней породы ризеншнауцер легли жесткошёрстные овчарки, средние шнауцеры и родственники нынешних фландрских бувье. До XIX века основной функцией этих собак являлась пастушья служба, в частности перегонка больших стад крупного рогатого скота.
Благодаря такому своему применению эти собаки постепенно получили широкое распространение по всем германским землям.
Также предки современных ризеншнауцеров использовались в качестве охотничьих собак при травильной охоте на кабана. Благодаря этому они содержались в том числе при королевском дворе Баварии. Так, например, известно, что именно эти собаки были в своре принцессы Елизаветы Баварской, в будущем ставшей австрийской императрицей.
Уже после получения широкого распространения у себя на родине эти собаки постепенно начали использоваться не только как пастушьи, но и как охранные, в том числе для охраны кабаков и пивных дворов. Благодаря этому эпизоду их карьеры эти собаки одно время имели ещё одно название, ныне устаревшее — пивные шнауцеры (биршнауцеры). Это название настолько прочно закрепилось за ними, что именно под названием биршнауцеры они впервые были представлены на выставке собак в Мюнхене в 1909 году.
Первый стандарт породы для ризеншнауцеров был принят год спустя после этой выставки, в 1910 году. На тот момент помимо принятых сейчас окрасов чёрного и «перец с солью» также допустимыми считались пшеничный и зонарный окрасы. Они были исключены из стандарта ризеншнауцера только в 1925 году.
В начале XX века, после своего признания на выставке, ризеншнауцеры начали обретать популярность в качестве полицейских служебных собак. Также они активно использовались в период Первой мировой войны как в вооружённых силах своей родины Германии, так и в войсках стран Антанты, где к тому времени эти собаки успели получить распространение.
В Америку ризеншнауцеры были завезены уже после Первой мировой войны, но вплоть до 30-х годов двадцатого века они оставались малораспространёнными на американском континенте. Признание Американского кеннел-клуба (АКС) эти собаки получили только в 1930 году. В ходе работы над признанием породы эксперты-кинологи отметили хорошую пригодность этих собак для полицейской службы, после чего ризеншнауцеры начали получать массовое распространение и в США.
Признание международных кинологических клубов эта порода начала получать ближе к середине XX века. Первым ризеншнауцеров признал Объединённый кеннел-клуб (UKC), это произошло в 1948 году. Признание Международной кинологической федерации (FCI) порода получила в 1955 году.
В Советском Союзе первые представители этой породы начали появляться ещё после Первой мировой войны, однако широкого распространения в тот период им получить не удалось. Разведение собак этой породы в ведомственных питомниках («Красная Звезда» и т.п) началось только после Второй мировой войны, когда в Советский Союз было завезено большое количество трофейных собак этой породы.
В послевоенной кинологии ризеншнауцеры не только активно использовались для несения службы, но и легли в основу нескольких пород, созданных на территории России. В частности, крови ризеншнауцеров вошли в состав таких пород, как русский чёрный терьер и московский водолаз.
С середины 1990-х годов ризеншнауцеры получили массовое распространение не только в служебных питомниках, но и в частном собаководстве. Началось это после того, как в страну начали активно завозиться щенки европейских питомников, собаки более ориентированы на домашнее содержание.
В нынешнее время (2000-е годы) собаки этой породы в Европе по-прежнему активно используются как служебные полицейские собаки. Также они являются одной из самых распространённых собак для занятий служебными видами дрессировки (европейская система подготовки защитных собак IPO и т. д.), а также для участия в военных эстафетах. В распространённости они уступают только немецким и бельгийским овчаркам.

## Внешний вид
Собака, обладающая всеми характеристиками защитника, внешний вид которой внушает чувство уважения. Квадратного формата, высота в холке прямо пропорциональна длине туловища. Соотношение длины головы (от кончика носа до затылочного бугра) и длины линии верха (от холки до основания хвоста) приблизительно равна 1:2.
Череп крепкий, продолговатый, затылочный бугор не сильно выражен. Размер головы соответствует общему размеру собаки. Лоб плоский, параллелен спинке носа, без морщин. Переход ото лба к морде («стоп») хорошо выражен и подчеркивается кустистыми бровями. Мочка носа крупная, хорошо развитая, всегда чёрная. Морда клинообразной формы, равномерно сужающаяся от глаз к мочке носа. Спинка носа прямая. Губы черные, плотноприлегающие, сухие. Челюсти крепкие. Прикус ножницеобразный, зубы чистые, белые, в полном комплекте (42 зуба согласно зубной формуле), хорошо смыкающиеся. Мускулатура нижней челюсти и скул очень хорошо развита, но не должна нарушать прямоугольную форму головы, включая бороду. Глаза среднего размера, овальной формы, прямо посаженные, темные, с живым выражением. Веки сухие, плотноприлегающие. Уши высокопосаженные, висящие на хрящах, в форме буквы «V»; уголки ушей прилегают к скулам. Постав ушей симметричный; они направлены вперед. Линии сгибов параллельны и располагаются на уровне верхней линии черепа. Затылок сильный, мускулистый и слегка изогнутый. Шея мощная, пропорциональная телу собаки, широкая, гармонично переходящая в холку, с хорошим выходом, что придает ей элегантность. Кожа на горле хорошо натянутая, сухая, без подвеса.
Линия верха слегка покатая от холки до основания хвоста. Холка является самой высокой точкой корпуса собаки. Спина сильная, прочная, короткая. Поясница короткая, сильная. Короткое расстояние между последним ребром и бедром создает ощущение компактности собаки. Круп слегка скруглённый по направлению к основанию хвоста. Грудь умеренно широкая, овальной формы, глубокая, при осмотре в профиль достигает локтей. Грудная кость выдается вперед за линию плечевого сустава. Живот умеренно подтянут и образует вдоль всего корпуса собаки красивую изогнутую линию. Хвост натуральный, не купированный.
При осмотре спереди передние конечности прямые и параллельные, не слишком близко поставленные по отношению друг к другу, предплечья прямые. Лопатки плоские, с хорошо развитой эластичной мускулатурой, за счет чего выступают над позвоночником в районе грудного отдела, и поставлены под углом 50 градусов по отношению к горизонту. Плечевые кости плотно прилегают к телу, с хорошо развитой мускулатурой, по отношению к лопаткам формируют угол приблизительно 95—105 градусов. Локти плотно прижаты к груди, не вывернутые наружу, но и не подставленные под себя. Предплечья при осмотре с любой стороны прямые, хорошо развитые, мускулистые. Запястья крепкие и прочные, слегка выделяются на фоне предплечий. Пясти прямые, вертикально поставленные при осмотре спереди; в профиль — слегка наклоненные; сильные и эластичные. Лапы короткие и округлые, пальцы собраны в плотный комок («кошачья лапа»), когти короткие, темные; подушечки лап твердые.
Задние конечности при осмотре в профиль расположены под наклоном, при осмотре спереди — прямые, параллельные, не слишком близко поставленные по отношению друг к другу. Бедро умеренно длинное, широкое, сильное и мускулистое. Колено не вывернутое ни наружу, ни внутрь. Голени длинные и сильные, жилистые, переходящие в прочные скакательные суставы. Скакательный сустав сильный, устойчивый, с хорошими углами сочленений, не вывернутый ни наружу, ни внутрь. Плюсны короткие, расположенные перпендикулярно по отношению к земле. Пальцы короткие, собранные в плотный комок; когти черные, короткие.
Кожа плотно прилегающая по всему телу. Шерсть жёсткая, проволокообразная, густая. Состоит из внутреннего слоя — густого подшерстка и внешнего, остевого волоса, плотно прилегающего по всему телу, средней длины. Остевой волос грубый и жесткий, должен быть достаточной длины для обеспечения возможности определения его структуры, не взъерошенный и не волнистый. Шерсть на других частях тела может иметь менее жесткую структуру. На лбу и ушах шерсть немного короче, чем на корпусе. Типичным признаком породы считается более длинная шерсть на морде, в виде бороды и косматых бровей, слегка нависающих над глазами. Окрас — чисто чёрный с чёрным подшерстком и «перец с солью».

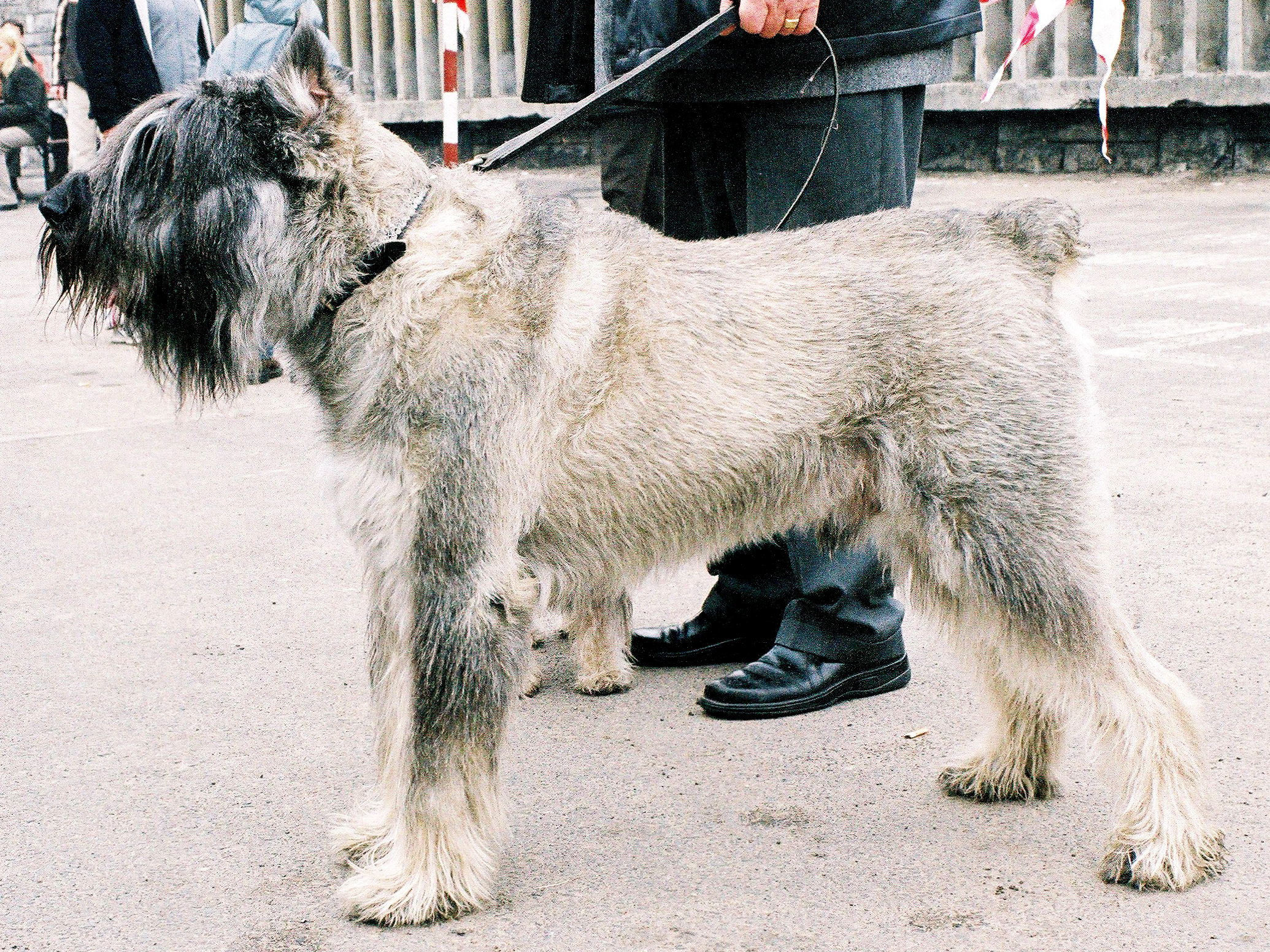
Окрас «перец с солью»

Высота в холке кобелей и сук — от 60 до 70 см. Вес — от 35 до 47 кг.

## Темперамент и характер
Ризеншнауцеры отличаются уравновешенным характером и активным темпераментом. Эти собаки склонны к активному изучению мира, любопытны, проявляют активную заинтересованность в работе. Важной особенностью развития ризеншнауцеров является то, что полноценное психологическое взросление наступает у них достаточно поздно, в возрасте двух лет. Именно с этого времени возможно полноценное использование этих собак в работе. Однако обучение и социализацию щенка нужно начинать с максимально раннего возраста.
Современные ризеншнауцеры высоко ориентированы на человека, контактны, не склонны к проявлению беспочвенной агрессии.
У собак этой породы хорошо развит защитный инстинкт, что распространяется как на охрану людей, так и на охрану территории. При этом современные собаки этой породы больше склонны к облаиванию и демонстрации угрозы, нежели к активным действиям, если на это нет прямой команды хозяина.
По отношению к незнакомым людям эти собаки любопытны, но при этом не склонны к близкому контакту, такому как игра и проявление ласк. С членами семьи они высоко контактны, игривы и ласковы. Подходят в том числе для содержания в семьях с детьми, так как проявляют терпеливость к ним.
Со своими собратьями ризеншнауцеры могут демонстрировать доминативное поведение, но при установлении иерархии не конфликтны. По отношению к другим видам животных собаки этой породы в большинстве случаев безразличны, однако на улице могут гонять кошек или птиц в силу азартности. При этом они не обладают охотничьим инстинктом и не стараются загнать зверя.
Ризеншнауцеры хорошо поддаются дрессировке, легко и быстро усваивают новые навыки и команды. Особенно хорошо у собак этой породы идёт усвоение команд при обучении в игровой форме. Основные сложности в обучении этих собак возникают в развитии выдержки и освоении команд, которые напрямую связаны с этим, таких как «ждать», «место» и т. п. Для полноценного освоения таких команд и успешной сдачи проверочных испытаний на базовое послушание именно обучению этим командам придётся уделить наибольшее внимание.

## Использование
Традиционно собаки этой породы использовались в качестве охранных и скотогонных собак. Они применялись для охраны крупного рогатого скота как от диких животных, так и от посягательства человека. Также ризеншнауцеры использовались в качестве охранных собак как в сельской местности, так и в городах. Немецкой знатью эти собаки использовались также для сопровождения конных экипажей, которые они охраняли от возможных нападений.
Несколько реже ризеншнауцеры исторически использовались также в качестве охотничьих травильных собак для работы по крупной дичи.
К началу XX века ризены начинают активно использоваться в качестве полицейских и армейских собак, что к середине двадцатого века становится основной сферой их применения во многих странах.
В настоящее время (двадцатые годы XXI века) ризеншнауцеры также активно используются в качестве служебных собак. Помимо этого, они получили активное распространение в качестве спортивных собак, главным образом в соревнованиях, связанных с работой на послушание и защиту.
Также ризены получают все более широкое распространение в качестве собак-компаньонов, подходящих для тех людей, которые хотят видеть в питомце активного спутника в занятиях спортом и длительных прогулках. А вот для тех, кто ищет животное-компаньона для спокойного времяпрепровождения, собаки этой породы не подходят.

## Здоровье
В числе генетических заболеваний, которым подвержены представители породы, — заболевания пищеварительной системы (нарушение всасывания кобаламина ризеншнауцеров); заболевания эндокринной системы (гипотиреоз); заболевания кроветворной и лимфатической систем (болезнь Виллебранда); заболевания сердечно-сосудистой системы (стеноз устья лёгочной артерии, стеноз устья аорты, дисплазия трёхстворчатого клапана); заболевания иммунной системы (атопический дерматит); заболевания кожи и слизистых оболочек (пупочная грыжа, витилиго); заболевания нервной системы (эпилепсия, нарколепсия); заболевания глаза (витреоретинальная дисплазия, врождённая глаукома, прогрессирующая атрофия сетчатки, дисплазия сетчатки); заболевания репродуктивной системы (крипторхизм) и заболевания скелета (заячья губа, врождённая гипотиреоидная карликовость ризеншнауцеров, гипофизарная карликовость, дисплазия тазобедренного сустава, рассекающий остеохондрит, недокус, перекус).
Продолжительность жизни — 12—15 лет.

## Содержание и уход
Ризеншнауцеры в силу своего темперамента нуждаются в активных и длительных прогулках, включающих разнообразные нагрузки и занятость для собаки. Ризены обладают высокой потребностью в рабочем контакте с человеком, отработка команд и освоение новых навыков является для них источником положительных эмоций и необходимых для этих собак умственных нагрузок.
Шерсть требует регулярного ухода. Для предотвращения образования колтунов ризенов необходимо расчёсывать как минимум два-три раза в неделю, при этом желательно использовать жёсткую щётку. Также для удаления отмирающего остевого волоса необходим регулярный тримминг, так как в силу особенностей текстуры шерсти самостоятельно осыпаться она почти не способна. Отсюда следует и один из плюсов содержания этих собак в квартире — они даже в период активной линьки не проявляют активной потери шерсти, что облегчает поддержания порядка в доме.
Помимо регулярного вычёсывания, ризенам также необходимо мытьё украшающего волоса на морде. Делать это следует не реже раза в день, а по мере загрязнения возможно и чаще. Для облегчения ухода за украшающим волосом на морде можно также формировать специальные стрижки, дизайн которых подразумевают значительное укорачивание украшающего волоса. Использование таких стрижек является допустимым даже для выставочных собак. Необходимо также регулярно подстригать украшающий волос в надбровной зоне для предотвращения травм глаз и недопущения снижения активного обзора животного.